# Operacija Atalanta
Operacija Atalanta je vojna operacija koju vodi Europska unija da pomogne u zadržavanju, sprječavanju i potiskivanju piratstva i oružane pljačke na obalama Somalije. 
Ova vojna operacija pokrenuta je zbog Rezolucije 1814, 1816, 1838 i 1846 koje su prihvaćene 2008. od strane Vijeća sigurnosti Ujedinjenih naroda.
Operacija je pokrenuta zbog sljedećega:
- Zaštita plovila Svjetskog programa za hranu koji doprema hranu raseljenim osobama u Somaliji;
- Zaštita ranjivih plovila koja plove po Adenskom zaljevu i somalskoj obali.
- Uporaba sile u potrebnoj mjeri u zadržavanju, sprječavanju i interveniranju s ciljem da se uništi piratstvo i oružana pljačka na području u kojem se nalaze vršitelji operacije.

Ova operacija, koja je ujedno prva vojna operacija mornarice Europske unije, vodi se u okviru Zajedničke sigurnosne i obrambene politike.
Ova operacija trebala bi trajati do prosinca 2010. Tijekom tog razdoblja, u operaciji bi trebalo sudjelovati 12 brodova Europske unije i brojni zrakoplovi Zračne pomorske patrole.
17. studenog 2009., osam članica Europske unije dalo je doprinos ovoj operaciji: Nizozemska, Njemačka, Francuska, Italija, Belgija, Grčka, Malta i Španjolska. Dati su i doprinosi ostalih zemalja, kao što su Norveška i Ukrajina. Hrvatska u ovoj operaciji ima pet časnika Hrvatske ratne mornarice. Crna Gora je objavila da će u operaciju poslati tri vojnika. Također, nekoliko ciparskih, irskih, malteških i finskih pripadnika vojnoga osoblja poslano je kao dopuna u stožer NATO-a u Northwoodu, Ujedinjeno Kraljevstvo.

## Uvod
Prijelazna federalna vlada Somalije dopustila je stranim plovilima slobodno djelovanje u somalskim vodama. No, plovila su morala napustiti somalske teritorijalne vode čim bi krenula u potjeru za piratima. Vlada u Puntlandu (Somalija) napravila je više napretka.
Prijelazna federalna vlada pisala je predsjedniku Europskog vijeća, gdje ga je zamolila za međunarodnu pomoć u borbi protiv piratstva i oružane pljačke usmjerene protiv plovila u somalskim vodama. U lipnju 2008., Vijeće sigurnosti Ujedinjenih naroda jednoglasno je donijelo deklaraciju i dalo pravo ostalim državama da slobodno plove po somalskim vodama u skladu s dogovorom s Privremenom federalnom vladom Somalije. Mjera, koju su sponzorirale Francuska, Sjedinjene Američke Države i Panama, trajat će pola godine. Francuska je zahtijevala rezoluciju kojom bi se i ostale regije uključile u borbu protiv piratstva, kao što su Zapadna Afrika, no s tim se nije slagao Vijetnam, Libija i Kina, koja je smatrala da je to povrijeda suvereniteta Somalije.

## Operacija
2. siječnja 2009., jedan brod koji je sudjelovao u operaciji, zarobio je osam somalskih pirata.
18. veljače 2009., izjavljeno je da će se Švicarska pridružiti operaciji, bilo to u smislu slanju trupa ili u drugome smislu kao što su helikopteri ili dopremanje opskrbe. 
Komodor Antonios Papaioannou, pripadnik Helenske ratne mornarice zapovjednik Udarne eskadrile, javio se na dužnost kontraadmiralu Jonesu u stožer u Northwoodu početkom 2009.
14. travnja, francuska fregata Nivôse koja je sudjelovala u Operaciji Atalanta, uhitila je jedanaest osumnjičenih pirata zajedno s njihovim brodom na Indijskom oceanu. Francuski brod poslao je upozoravajuću poruku liberijskom brodu teškom 21 000t zvanom Safmarine Asia, no brod je ipak došao pod napad gusara. Francuski brod poslao je helikopter koji je brzo stigao na mjesto događaja i branio brod od gusara do dolaska ostalih brodova.
15. svibnja 2009., Udarnoj eskadrili Europske unije pridružile su se dvije švedske korvete, HSwMS Stockholm i HSwMS Malmö, te njihov matični brod HSwMS Trossö. Švedski brodovi poslani su iz Švedske sredinom travnja, a u Džibuti su stigli nakon tri tjedna putovanja.
26. svibnja 2009., plovilo Europske unije HSwMS Malmö odgovorilo je na poruku za pomoć europskog teretnog broda M/V Antonis i uhitilo sedam osumnjičenih pirata.
Od 5. do 7. ožujka 2010., misije iz Francuske, Italije, Luksemburga, Španjolske i Švedske bile su u akciji, s francuskom fregatom Nivôse (F 732) koja je imala najviše uspjeha u ovoj operaciji koja je za tri dana uhitila 35 pirata i zarobila 4 njihova broda te dva laka čamca.
U ranome ožujku 2010. bilo je mnogo akcija na području somalske obale. Ruski razarač, Maršal Šapošnjikov, oslobodio je 106 474 tona sirove nafte koja je bila na putu iz Sudana prema Kini na mjestu udaljenom 350 milja istočno od Socotre. Dva dana kasnije, Rusko ministarstvo obrane izjavilo je da nije u stanju ustanoviti državljanstvo pirata i da nema legalnu osnovu za sudski proces, pa su pirati vraćeni na brod i oslobođeni. U drugoj akciji, grčki brod Elli zarobio je brzi laki čamac sa sedam pirata, 50 milja južno od Mukalle. U trećoj akciji, švedski zrakoplov koji je u sastavu Mornarice Europske unije, francuski ratni brod Lafayette, i nizozemski ratni brod HNLMS Johan de Wit surađivali su u pronalasku i hvatanju pirata s kitolovcem i dva laka čamca na mjestu udaljenom oko 400 milja sjeverozapadno od Sejšela. Napadnuta su i dva južnokorejska broda, jedan u bijegu, a drugi u zastoju na četiri milje od somalske obale, a u blizini je bio i južnokorejski ratni brod. Najkasnija izvješća govore da somalski pirati sveukupno drže 20 zarobljenih plovila i njihovih 300 članova posade.

### Plovila
- Fregata klase De Zeven Provinciën (od 1. veljače do dolaska HNLMS Johana de Wita)
- Fregata HNLMS Johan de Wit (od svibnja 2010)
- HMS Carlskrona (M04) (Minopolagač)
- Fregata klase Santa Maria, SPS Canarias (F86)
- Brod klase Alvaro de Bazan, SPS Mendez Nuñez (F104)
- Fregata klase Bremen, FGS Emden (F210)
- FGS Louise-Marie
- Fregata klase Floréal, Germinal (F735)
- Fregata klase Floréal, Nivôse (F732)
- Fregata klase La Fayette, La Fayette (F710)
- Brod klase D'Estienne d'Orves, Bouan (F797)
- Podmornica klase Rubis, Améthyste (S605)
- Fregata klase Elli, Adrias (F459)
- Fregata klase Fridtjof Nansen, HNoMS Fridtjof Nansen

### Zrakoplovi
- Lockheed P-3 Orion
- Lockheed P-3 Orion
- Lockheed P-3 Orion
- Dassault Falcon 50

## Vanjske poveznice
- European Union Naval Force Somalia - Operation Atalanta (engleski)